# Alte Kirche Golm

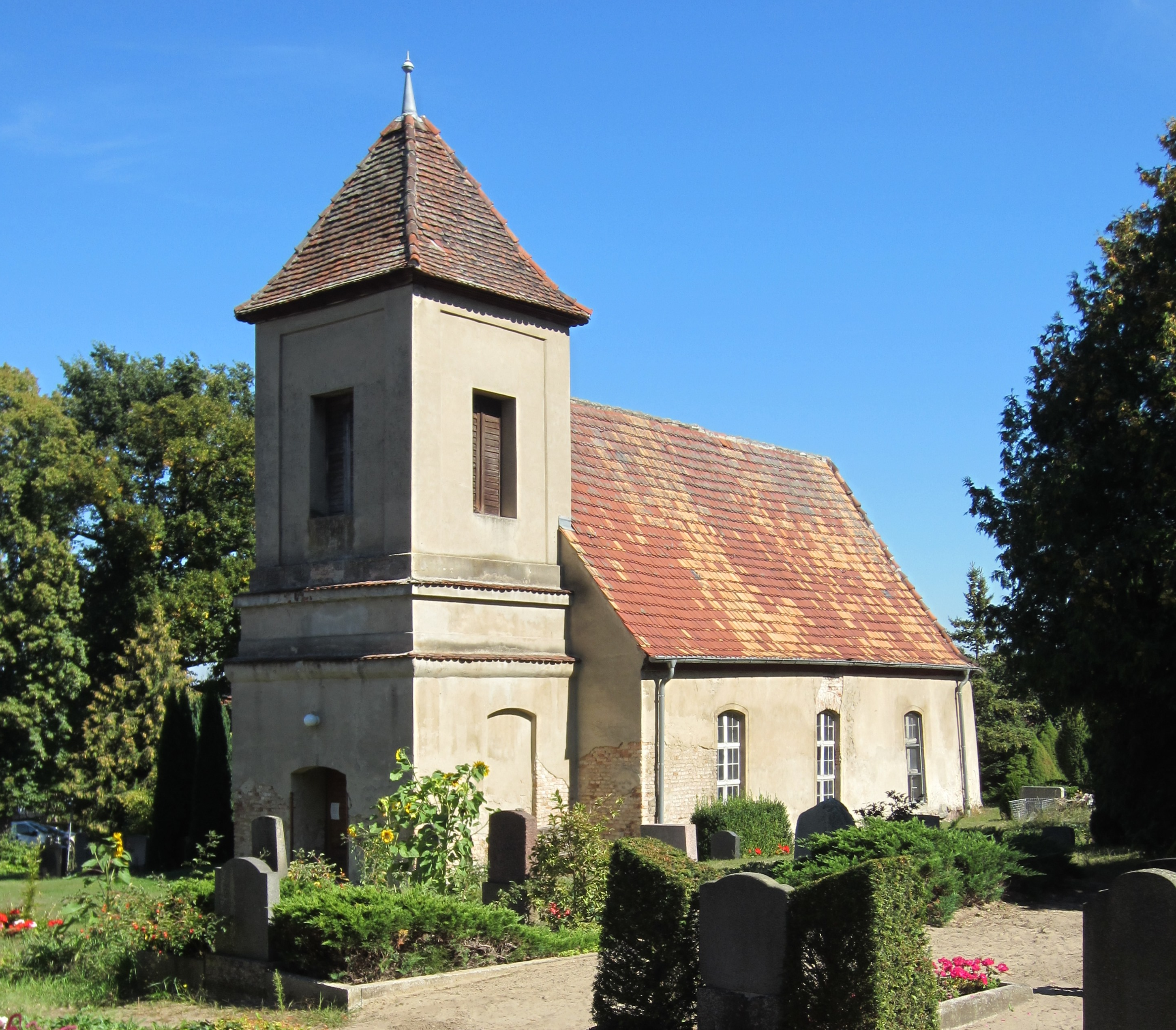
Alte Kirche Golm, Ansicht von Südwesten

Die Alte Dorfkirche Golm ist ein Kirchengebäude im westlich der Landeshauptstadt Potsdam gelegenen Ortsteil Golm. Die profanierte, zuletzt als Friedhofskapelle genutzte Kirche gehört zum Evangelischen Kirchenkreis Potsdam der Evangelischen Kirche Berlin-Brandenburg-schlesische Oberlausitz.
Das im Kern mittelalterliche, zu den ältesten Gebäuden Potsdams gehörende Bauwerk steht unter Denkmalschutz. Die notwendige Sanierung erfolgt mit Unterstützung eines Kirchbauvereins.

## Lage
Die von dem umzäunten Friedhof umgebene Kirche befindet sich am westlichen Ende der Reiherbergstraße an der Ecke zur Geiselbergstraße. Südwestlich befindet sich in unmittelbarer Nachbarschaft die 1883 bis 1886 errichtete Neue Dorfkirche.

## Geschichte
Die erste urkundliche Erwähnung des Ortes Golm vom 11. April 1289 bezieht sich bereits auf einen Kirchenbau, da es hierin um die Einkünfte der Bornimer Kirche und ihrer Nebenkirchen in Golm und Grube geht, die dem Benediktinerinnenkloster Spandau zugesprochen wurden.
Im Rahmen bauarchäologischer Untersuchungen wurden vier Hauptbauphasen ermittelt. Als Ursprungsbau des 13. Jahrhunderts wird eine auf Feldsteinfundamenten errichtete Fachwerkkirche vermutet, deren Erneuerung in massivem Mauerwerk ab dem mittleren 15. Jahrhundert erfolgte. Arbeiten an der Apsis sind auf die Zeit um 1459 datierbar.
Im 16. und 17. Jahrhundert sowie um 1779/1780 wurde in zwei Phasen das bis heute erhaltene Kirchenschiff errichtet, wobei Teile des älteren Dachwerks der hölzernen Kirche erhalten blieben. Das Fachwerk der Außenwände wurde dabei durch Ziegelmauerwerk ersetzt. Um 1780 erfolgte auch der Bau des Westturms anstelle eines älteren Vorgängers.

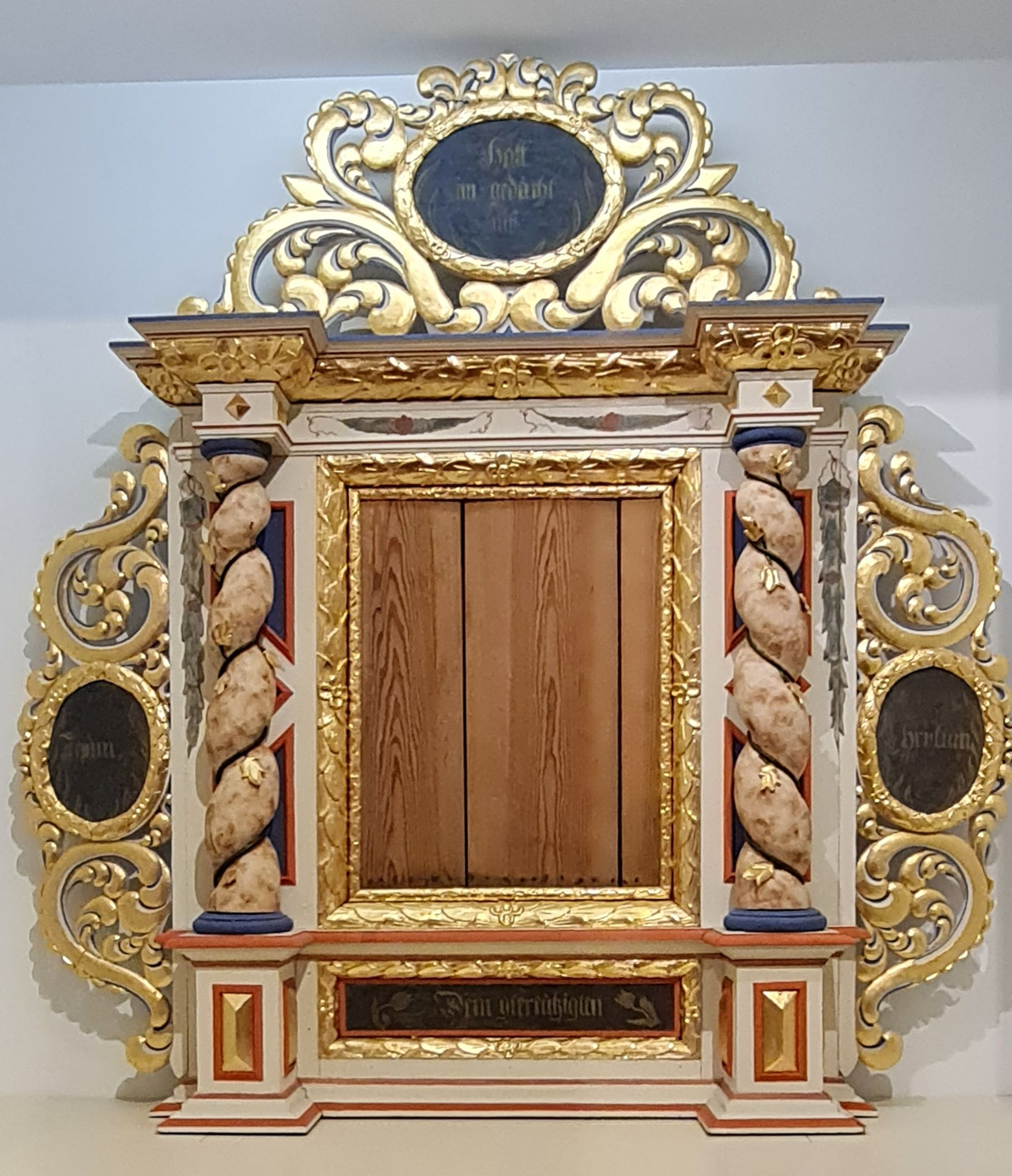
Altaraufsatz der Alten Kirche Golm (im Potsdam Museum)

Im Jahr 1718 stiftete König Friedrich Wilhelm I. den bis heute erhaltenen barocken Altaraufsatz, dessen zentrales Gemälde mit der Darstellung der Kreuzigung allerdings zu Beginn der 1990er Jahre gestohlen wurde. Der restaurierte Altaraufsatz ist seit 2013 in der Dauerausstellung des Potsdam Museums im Alten Rathaus zu sehen.
Bereits seit 1824 wurde über den schlechten Zustand der alten Kirche berichtet, obwohl für die Zeit nach 1810 Dachreparaturen überliefert sind. 1839 erfolgte der Einbau der hölzernen Deckenschalung mit einer Kassetten und Sterne darstellenden Malerei. Für das Jahr 1870 sind wiederum Reparaturarbeiten am Dach belegt. Zwei im 15. Jahrhundert gegossene Bronzeglocken wurden 1886 an das Märkische Museum in Berlin verkauft.
Der Beschluss zum Bau einer neuen Kirche durch den Kronprinzen Friedrich beinhaltete auch die Entscheidung, die alte Dorfkirche nicht abzureißen, sondern als Friedhofskapelle zu erhalten.
In den letzten Tagen des Zweiten Weltkrieges wurden die Nordseite des Daches sowie die Fassade durch einen Beschuss der Roten Armee beschädigt. Die Eichensparren wurden durch Provisorien ersetzt. In der Zeit nach 1945 fanden Arbeiten an den Außenwänden der Kirche statt, bei denen die Anbringung eines inzwischen schadhaften Außenputzes erfolgte und einige im Zweiten Weltkrieg zerstörte Fenster vermauert wurden. Das Bauwerk diente fortan als Abstellraum.
Im Jahr 2002 gründete sich ein Kirchbauverein, der sich seit dieser Zeit um die Erhaltung des Bauwerks kümmert. In den 2010er Jahren durchgeführte bauarchäologische Untersuchungen bilden die Grundlage der geplanten Instandsetzung der Kirche. Verein sowie Kirchengemeinde sind der Ansicht, dass eine Instandsetzung und Modernisierung auch ohne ein gesichertes Nutzungskonzept möglich sei. Nach langen Verhandlungen zwischen der Kirchengemeinde und den Denkmalbehörden genehmigten diese schließlich den Einbau einer Teeküche und eines WCs. Die provisorisch eingesetzten Eichensparren sollen ersetzt und die zerstörten Fenster wieder hergestellt werden. Geplant ist außerdem, das vermauerte Hauptportal an der Nordseite wieder zu öffnen und den jetzigen Haupteingang als Notausgang zu nutzen.

## Architektur und Ausstattung

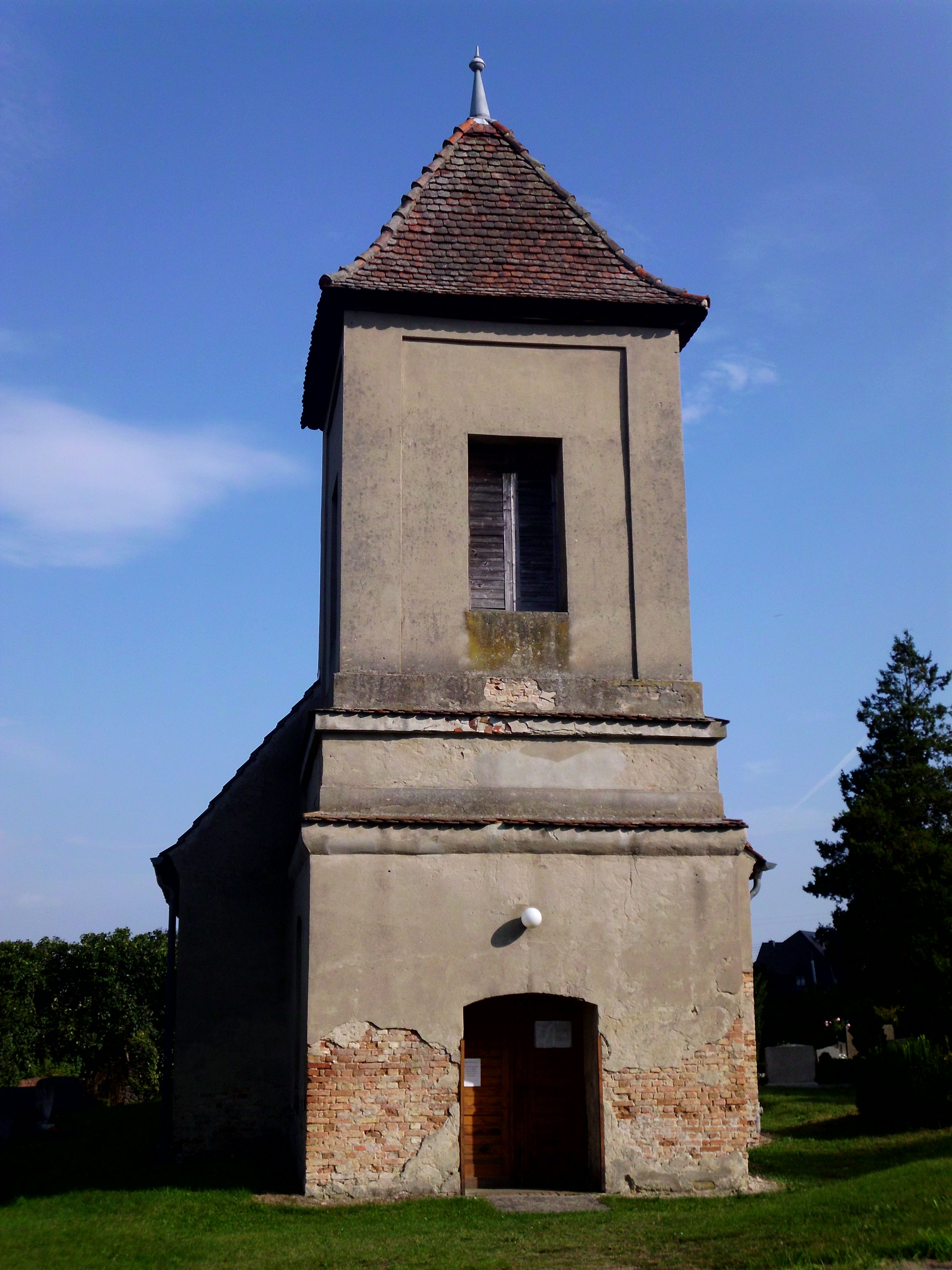
Kirchturm mit Eingangsportal

Die Kirche ist ein einfacher geosteter Saalbau aus verputztem Feld- und Backsteinmauerwerk. Auf der Nord- und Südseite des Kirchenschiffs befinden sich jeweils drei segmentbogig geschlossene Fensteröffnungen aus den Umbauphasen des späten 18. Jahrhunderts, wobei die beiden östlichen Fenster auf der Nordseite zu einem späteren Zeitpunkt wieder vermauert worden sind. Der gerundete Ostschluss des Kirchenschiffs weist momentan keine Öffnungen auf, besaß aber früher drei durch die Bauforschung nachgewiesene Fenster.
Den Zugang zur Kirche bildet ein segmentbogig geschlossenes Portal mit zweiflügliger Tür auf der Westseite des schlichten Kirchturms, der im Erdgeschoss auf der Nord- und Südseite jeweils eine ebenfalls segmentbogig abgeschlossene Blende aufweist. Das sich über zwei einfachen Gesimsen erhebende Turmobergeschoss besteht zum Teil aus mit Ziegelmauerwerk verblendetem Fachwerk. Die Gliederung der mit rechteckigen Schallöffnungen an drei Seiten versehenen Fassaden erfolgt durch eine glatte Lisenenrahmung an den Ecken. Der Turm schließt mit einem Pyramidendach ab, das Satteldach des Kirchenschiffs ist im Osten polygonal abgewalmt. Die Dächer sind mit Biberschwanzziegeln gedeckt.
Das durch die Turmhalle zugängliche schmucklose Kirchenschiff besitzt einen einfachen Ziegelfußboden und eine Bretterdecke, die mit einem Kassettenmuster verziert war, jetzt aber weiß überstrichen ist. Bis auf den Altarblock im Osten ist keine Ausstattung vorhanden.
Der barocke Altaraufsatz aus geschnitztem Holz befindet sich aus konservatorischen Gründen nicht in der Kirche. Zwei gedrehte, mit Weinlaub umrankte Säulen auf Postamenten flankieren den Rahmen des zentralen Altarbildes und tragen einen verzierten Architrav, der von vergoldeter, durchbrochen gearbeiteter Akanthusschnitzerei bekrönt ist. Die Seiten sind von ähnlich gestaltetem Schnitzwerk flankiert.
In die neue Kirche überführte Grabsteine von 1449 und 1621 gehörten zu Gräbern, die sich ursprünglich im Altarbereich der alten Dorfkirche befanden.